# Karolina Breguła
Karolina Breguła (ur. 1979 w Katowicach) – polska współczesna artystka multimedialna, reżyserka i akademiczka.

## Życiorys
Przez rok studiowała anglistykę. W latach 2000–2002 uczyła się w szkole fotograficznej GFU przy Folkuniversitetet w Sztokholmie, a następnie w Europejskiej Akademii Fotografii w Warszawie (2002–2004). W latach 2005–2010 studiowała fotografię w Państwowej Wyższej Szkole Filmowej Telewizyjnej i Teatralnej im. L. Schillera w Łodzi, a w latach 2011–2015 realizowała tam studia doktoranckie. W 2016 roku uzyskała stopień doktora sztuki filmowej na Wydziale Operatorskim i Realizacji Telewizyjnej tejże uczelni.
Wykładała przedmiot „Myślenie projektowe w fotografii” w Warszawskiej Szkole Reklamy. Obecnie prowadzi Pracownię Filmu Społecznego na Wydziale Sztuki Mediów Akademii Sztuki w Szczecinie, gdzie jest adiunktką.
Mieszka i tworzy w Warszawie, w ostatnich latach także na Tajwanie.

## Twórczość
Breguła realizuje głównie fotografie, filmy, instalacje i akcje artystyczne w przestrzeni miejskiej. Jej prace badają specyfikę i współczesną rolę dzieła sztuki, a także oscylują „wokół tematów związanych z podmiotowością i relacjami władzy, utopią, mechanizmami kontroli, opresji i manipulacji”.
Duży wpływ na jej twórczość miał będący jej profesorem na łódzkiej filmówce Józef Robakowski, o którym sama artystka mówi:
Robakowski nauczył mnie, że ważne jest to, żeby wiedzieć, co ma się do powiedzenia. Będąc w szkole filmowej, zaczęłam myśleć jak artystka, zrozumiałam, że fotografia może być czymś więcej niż rzemiosłem, wyuczonym fachem.
Jej wczesne prace wpisują się w formułę aktywizmu artystycznego – artystka była zaangażowana w walkę z nietolerancją, współpracowała z Kampanią Przeciw Homofobii, współtworzyła portal MultiKulti. W 2003 roku artystka wykonała cykl fotografii Niech nas zobaczą, przedstawiający portrety par homoseksualnych, który użyty był do głośnej billboardowej kampanii społecznej pod tym samym tytułem. Lovebook to z kolei cykl fotografii wykonanych telefonem komórkowym oraz krótki film wideo.
W latach 2007–2009 prowadziła wytwórnię płytową Kuka Records.
Breguła interesuje się również refleksją nad sztuką – w 2007 roku wydała publikację 66 rozmów o sztuce współczesnej, a w 2010 roku zrealizowała internetowe „Biuro Tłumaczeń Sztuki”, zajmujące się interpretowaniem sztuki na zamówienie odbiorców.
W 2012 roku zorganizowała konferencję Formy przestrzenne wobec katastrofy w Elblągu nawiązującą do trwającego w latach 60. i 70. Biennale Form Przestrzennych. Dzięki naukowcom z różnych dziedzin Breguła próbowała odkryć ukryte sensy rzeźb. Naukowcy badali obrastającą rzeźby roślinność, negatywny wpływ relokacji rzeźb na psychikę elblążan itp. Z badań socjologicznych wynikało, że znaczna część mieszkańców kojarzy formy przestrzenne powstałe na Biennale z PRL. Projekt został podsumowany publikacją Formy przestrzenne jako centrum wszystkiego (wyd. Fundacja Bęc Zmiana, 2013).
Od 2013 roku zajmuje się filmem – jej pierwszą realizacją reżyserską był mockument Fire-Followers, do którego napisała także scenariusz i stworzyła kostiumy (wraz z Patrycją Rabińską). Film stanowił część ekspozycji w pawilonie Rumunii na 55. Międzynarodowej Wystawie Sztuki w Wenecji. W 2016 roku wyreżyserowała film Office for Monument Construction, do którego napisała także scenariusz, wykonała montaż (wraz ze Stefanem Paruchem) i który współprodukowała (z Aleksandrą Wojtaszek). Rok później wyreżyserowała i wyprodukowała musical Wieża, do którego napisała także scenariusz i stworzyła scenografię. Film ten powstał początkowo jako opera architektoniczna na wystawę w Pawilonie Polskim na 14. Międzynarodowej Wystawie Architektury w Wenecji (projekt znalazł się w finale), a w 2014 roku został zrealizowany jako spektakl w trzech miejscach w Warszawie: w bloku na Osiedlu Za Żelazną Bramą, w Warszawskiej Operze Kameralnej i w Instytucie Teatralnym. Musical z 2017. stanowi poszerzoną wersję tamtej realizacji i został zaprezentowany na Biennale Sztuki w Göteborgu.

## Nagrody i wyróżnienia
W 2007 roku artystka zdobyła trzecie miejsce w konkursie Samsung Art Master za film Kamera wideo. W 2009 roku zdobyła 1. i 3. nagrodę w konkursie One Minutes. W 2012 roku została laureatką stypendium Ministerstra Kultury i Dziedzictwa Narodowego, a w 2013 stypendia Funduszu Wyszehradzkiego, Młoda Polska MKiDN i UNESCO. W tym samym roku zdobyła drugą nagrodę w konkursie Spojrzenia – Nagroda Fundacji Deutsche Bank współorganizowanym przez Zachętę Narodową Galerię Sztuki. W 2014 roku była nominowana w konkursie Spojrzenia i reprezentowała Rumunię na 55. Biennale Sztuki w Wenecji.
Jest laureatką Złotego Pazura w konkursie Inne Spojrzenie na 41. Festiwalu Filmowym w Gdyni (za film Office for Monument Construction) w 2016 r. W 2017 roku otrzymała nagrodę Jantar za scenariusz filmu Wieża na Koszalińskim Festiwalu Debiutów Filmowych „Młodzi i Film”, za „unikalną, naładowaną absurdem metaforę współczesnej rzeczywistości”.

## Wybrane wystawy i projekty indywidualne
- 2019
  - Skwer, Królikarnia, Warszawa
- 2018
  - Wieża, CSW Zamek Ujazdowski, Warszawa
- 2017
  - Skwer, Fotoaura Institute of Photography, Tainan, Tajwan
  - Światłowstręt, Galeria Labirynt, Lublin
  - Wieża, musical
- 2016
  - Office for Monument Construction, Gallery Market, Glasgow
  - Remont, słowo wstrętne jak karaluch, Galeria Arsenał w Białymstoku
- 2015
  - Ja po rzeźbach nie płaczę, lokal_30, Warszawa
  - Stories, Instytut Polski, Berlin
- 2014
  - The Soup, AC Institute, Nowy Jork
  - Progress, Eastwards Prospectus, Bukareszt
  - Wieża, Warszawska Opera Kameralna, Warszawa
- 2013
  - Wyjście, Centrum Sztuki Współczesnej Zamek Ujazdowski, Warszawa
  - Centrum wszystkiego, Atlas Sztuki, Łódź
  - Wyrwać z korzeniami, Galeria Sztuki Współczesnej BWA, Katowice
  - Wrzeszcz art!, Kolonia artystów, Gdańsk
  - Fire-Followers
- 2012
  - Runda med förklaring av offentliga utsmyckningar (performatywne oprowadzanie po mieście), Muzeum Sztuki, Kalmar
  - Śniadanie na trawie (performatywne oprowadzanie po wystawie), Euro Art, Łódź
  - Przeciąg, Zachęta 13 Muz, Szczecin
- 2011
  - Fotografie korekcyjne – dokumentacja, Galeria Archeologia Fotografii, Warszawa
  - Fotografie korekcyjne (instalacje w przestrzeni miasta), Warszawa
  - Rekonstrukcja archiwum Galerii Wschodniej, Galeria Wschodnia, Łódź (happening, wystawa indywidualna)
  - Miłośnik sztuki, Biuro tłumaczeń sztuki (happening, wystawa indywidualna), Centrum Sztuki Współczesnej „Łaźnia”, Gdańsk
  - Sztuka użyteczna – Richard Long „A line made by walking” (happening), Festiwal No Women No Art, Poznań
  - Tłumaczenie sztuki, Galeria 13 Muz, Zachęta Szczecin, Szczecin
  - Tłumaczenie sztuki, Centrum Sztuki Współczesnej Zamek Ujazdowski, Warszawa
  - Tłumaczenie sztuki (prowadzone przez Katarzynę Kazimierowską), Zachęta Narodowa Galeria Sztuki, Warszawa
  - Tłumaczenie sztuki, Centrum Sztuki Współczesnej „Łaźnia”, Gdańsk
  - Tłumaczenie sztuki (prowadzone przez Przemysława Guldę) BWA Warszawa, Warszawa
  - Tłumaczenie sztuki (prowadzone przez Wiktora Rusina), Galeria Le Guern, Warszawa
- 2010
  - Dobrzy sąsiedzi, Halo Galeria, Olsztyn
  - Niech nas zobaczą, Akademickie Centrum Kultury, Lublin
  - Dobrzy sąsiedzi, Galeria Szara, Cieszyn
  - W środku lato, Pl. Konstytucji, Warszawa
- 2009
  - Dobrzy sąsiedzi, oglądanie telewizji, Grodno
  - Dobrzy sąsiedzi, pożyczanie produktów do upieczenia ciasta, Królewiec
  - Dobrzy sąsiedzi, zakupy na bazarze, Lwów
  - Dobrzy sąsiedzi, Cieszyn
  - Dobrzy sąsiedzi, podsłuchiwanie, Żylina
- 2008
  - Pogotowie artystyczne, XS Galery, Kielce
  - Mężatki, Galeria znad Wisły, Wilno
  - Lovebook, Galeria Pauza, Kraków
- 2007
  - Pałer, Muzeum Konematografii, Łódź
  - Lovebook, Galeria 65, Warszawa
  - Mężatki, Galeria Nowych Mediów, Gorzów Wielkopolski
  - Kamera wideo, Galeria Nowych Mediów, Gorzów Wielkopolski
- 2006
  - Widzi mi się pałac, Polish culture days, Uppsala
  - Widzi mi się pałac, Desigh Hu, Budapeszt
  - Mężatki, Galeria Program, Warszawa
  - Mężatki, Galeria FF, Łódź
  - Warszawa, Galeria Kawiarnia, Warszawa
  - Niech nas zobaczą, Collegium Polonicum, Słubice
  - Niech nas zobaczą, Fachhochschule, Potsdam
  - Niech nas zobaczą, Main LIBS, Frankfurt
- 2005
  - All I see is the palace, Galeria Jubileuszowa Pałacu Kultury i Nauki, Warszawa
  - All I see is the palace, Galeria Traffic, Warszawa
  - Niech nas zobaczą, Neues Rathaus, Göttingen (Niemcy)
  - Niech nas zobaczą, Landtag, Stadt und Landesbibliothek, Poczdam
  - Niech nas zobaczą, Jugendzentrum Glad-House, Chociebuż
  - Niech nas zobaczą, Börgeramt Innerstadt, Kolonia
- 2004
  - Artysta na sprzedaż, Jazzgot, Warszawa
  - Niech nas zobaczą, Galeria „5”, Górnośląskie Centrum Kultury, Katowice
  - Niech nas zobaczą, Galeria INTACTO, Katowice
  - Niech nas zobaczą, Goethe Institute, Bukareszt;
  - Niech nas zobaczą, Atrium der ver.di Bundesverwaltung, Berlin
- 2003
  - Niech nas zobaczą, Galeria Towarzystwa Sztuk Pięknych „Pałacyk”, Warszawa
  - Niech nas zobaczą, Galeria Burzym & Wolff, Kraków
  - Niech nas zobaczą, CSW „Łaźnia”, Gdańsk
  - Niech nas zobaczą, Zagłębiowski Instytut Sztuki, Sosnowiec
  - Niech nas zobaczą, Galeria Czarna Łódź Podwodna, Centrum Reanimacji Kultury, Wrocław
  - Niech nas zobaczą, Kino Luna, Warszawa